# Джонсон, Стоун
Стоун Эдвард Джонсон (англ. Stone Edward Johnson; 26 апреля 1940, Даллас — 8 сентября 1963, Уичито, Канзас) — американский легкоатлет, выступавший в беге на короткие дистанции, и игрок в американский футбол. Участник летних Олимпийских игр 1960 года.

## Биография
Стоун Джонсон родился 26 апреля 1940 года в американском городе Даллас.
Учился в колледже Грэмблингского университета. Выступал в соревнованиях по лёгкой атлетике за его команду «Грэмблинг Тайгерз». В 1960 году в первом полуфинале национального олимпийского отбора установил мировой рекорд в беге на 200 метров — 20,5 секунды. В том же году стал серебряным призёром чемпионата Национальной ассоциации студенческого спорта на той же дистанции.
В 1960 году вошёл в состав сборной США на летних Олимпийских играх в Риме. В беге на 200 метров выиграл забег 1/8 финала (21,81), четвертьфинал (21,08), занял 3-е место в полуфинале (20,93) и 5-е в финале (20,93), уступив 0,31 секунды завоевавшему золото и повторившему мировой рекорд Ливио Беррути из Италии. В эстафете 4х100 метров команда США, за которую также выступали Фрэнк Бадд, Рэй Нортон и Дэйв Сайм, выиграла четвертьфинал (39,87) и полуфинал (39,67), а в финале, показав лучший результат (39,60), была дисквалифицирована за ошибку при передаче эстафеты.
После окончания колледжа перешёл в американский футбол. Играл на позиции раннинбека.
В 1963 году был выбран на драфте Американской футбольной лиги под номером 105 в 14-м раунде.
В предсезонном товарищеском матче в американском городе Уичито, играя за «Канзас-Сити Чифс» против «Хьюстон Ойлерз», получил перелом шеи, от которого скончался через 10 дней 8 сентября 1963 года.

## Личные рекорды
- Бег на 100 метров — 10,2 (1960)[2]
- Бег на 200 метров — 20,5 (1960)[2]

## Память
«Канзас Сити Чифс» навечно закрепил номер 33, под которым играл Джонсон. Клуб сделал это, несмотря на то что спортсмен не провёл за команду ни одного официального матча.